# Kapela Sv. Križa u Otruševcu
Kapela Sv. Križa je rimokatolička crkva u mjestu Otruševcu, grad Samobor, zaštićeno kulturno dobro.

## Opis dobra
Kapela je podignuta na vrhu brijega na groblju i okružena zidanom ogradom. Ima okruglu lađu, pravokutno svetište na koje se sjeverno naslanja sakristija i pravokutno zapadno predvorje iznad kojeg se izdiže zvonik s piramidalnom kapom. Zidana je u više faza, a najstarija je romanička okrugla lađa kojoj je u temeljima sačuvana polukružna apsida. Na starijim temeljima podignuto je pravokutno gotičko svetište s križno-rebrastim svodom, a čitava kapela je tada obnovljena, prežbukana i ucrtani su gotički posvetni križevi u lađi koja i danas ima ravni strop. U 18. i 19. st. dozidana je sakristija, predvorje i toranj. Sačuvana je kamena građa romaničke lađe, gotička kamena plastika i oslik.

## Zaštita
Pod oznakom Z-1463 zavedena je kao nepokretno kulturno dobro - pojedinačno, pravna statusa zaštićena kulturnog dobra, klasificirano kao "sakralna graditeljska baština".